# I. e. 2. század

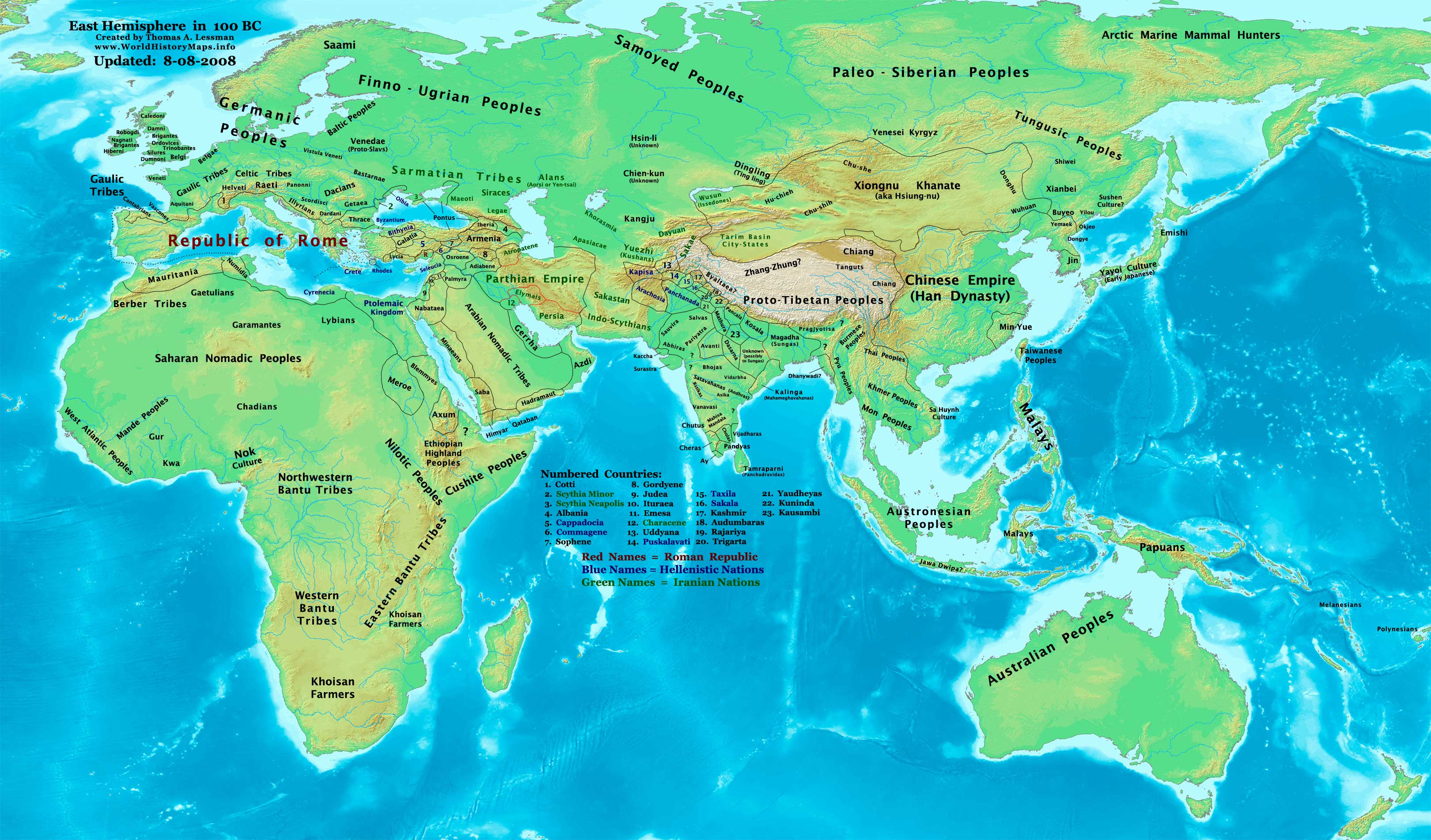
A világ keleti fele i. e. 100 körül (angol nyelvű)

## Események

### A Földközi-tenger térsége
- Görögország hanyatlása

Róma

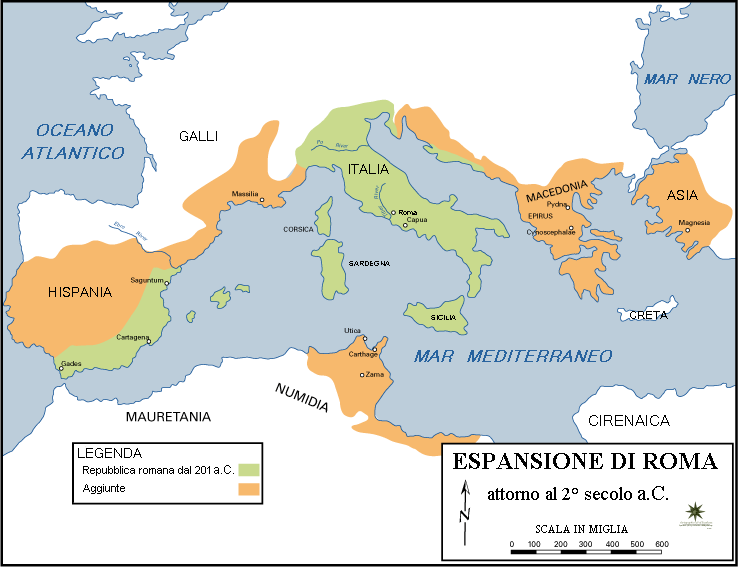
A Római Köztársaság i. e. 201-ben (zöld) és területszerzései az i. e. 2. század folyamán (sárga)

- i. e. 191–190: Róma leveri az észak-itáliai gallok utolsó felkelését, és coloniák alapításával romanizálja a tartományt
- i. e. 190: Döntő római győzelem Magnéziánál (Kis-Ázsia) III. Antiokhosz szeleukida uralkodó felett
- i. e. 200–197: Második római–makedón háború
- i. e. 171–168: Harmadik római–makedón háború
  - i. e. 168: Makedónia római uralom alá kerül
- i. e. 146: A rómaiak vérbe fojtják a görög városok felkelését, lerombolják Korinthoszt, lakosait rabszolgának adják el, a lázadó államokat Macedonia provinciához csatolják
- Harmadik pun háború (i. e. 149 – i. e. 146) a Római Köztársaság és Karthágó között
  - I. e. 146: A rómaiak elpusztítják Karthágót
- i. e. 135–132:Az ókor első nagy rabszolgafelkelése Szicíliában
- I. e. 133: III. Attalosz pergamoni király meghal. Végrendeletében országát Rómára hagyja, területéből Asia provinciát alakítják meg
- I. e. 133: Tiberius Gracchus néptribunus reformkísérlete a parasztság válságának megoldására: a senatorok által kisajátított állami földeket vagyontalan polgárok között akarja felparcellázni
- I. e. 118: Gallia Narbonensis provincia alapítása
  - I. e. 113–101: Róma háborúja a Galliát dúló germánokkal (cimberek és teutonok)
- I. e. 111–105: A rómaiak Marius vezérletével legyőzik Numidia királyát. Országának egy részét provinciává alakítják.
- I. e. 104–100: Második szicíliai rabszolgaháború

Egyiptom
- Ptolemaida-dinasztia

### Ázsia
- i. e. 200 körül: A mai Mongólia területén megalakul a legkorábbi ismert belső-ázsiai nomád birodalom, a hsziungnu népé.
- A Pártus Birodalom elfoglalja Perzsia és Mezopotámia nagy részét
- Han-dinasztia Kínában (i. e. 206 – i. sz. 220)
  - Han Vu-ti kínai uralkodó alatt egy erős konfuciánus állam jön létre. Kormányzása alatt a han kori Kína a világ egyik legnagyobb hatalmú országává vált.
- Észak-Indiában a Szunga-dinasztia
- i. e. 166: A palesztinai zsidók Makkabeus Júdás és testvérei vezetésével felkelnek a szeleukida IV. Antiokhosz hellenizáló törekvései ellen.
- i. e. 140 körül: A szakák és más belső-ázsiai lovas népek elárasztják a mai Afganisztánt és Irán keleti vidékeit.
- A jüecsik (tokhárok) először a Görög-Baktriai Királyság észak-indiai területeit foglalják el, majd i.e. 100-ban Baktriát is

## Fontosabb személyek

### Uralkodó, hadvezér
- Scipio Africanus (i. e. 235 körül – i. e. 187/183), római politikus és hadvezér
- Hannibál (i. e. 247. – i. e. 183) karthágói hadvezér
- Caius Marius római hadvezér, politikus
- I. Mithridatész pártus király, aki legyőzte Mezopotámia nagy részét
- Han Vu-ti kínai uralkodó

### Egyéb
- Plautus (i. e. 250 körül- i. e. 184) római komédiaszerző
- Polübiosz (i. e. 200 körül – i. e. 118) görög történetíró, politikus
- Lucius Coelius Antipater (wd), római történetíró
- Marcus Porcius Cato Maior római államférfi, író
- Publius Terentius Afer római költő, vígjátékíró
- Arisztosz (i. e. 2. század) görög történetíró
- Aszkalóni Ptolemaiosz (i. e. 2. század) görög grammatikus

## Kultúra

### Közép-Amerika
- Maja civilizáció: preklasszikus kor (i. e. 10000 – i. sz. 300)
- Teotihuacan
- Zapoték-civilizáció
  - Monte Albán

### Dél-Amerika
- Tiahuanaco

### Ázsia
- Dong Son-kultúra (wd) a mai Észak-Vietnamban

### Fekete-Afrika
- Nok kultúra

## Évtizedek és évek
Az időszámításunk előtti második század i. e. 101-től i. e. 200-ig tart.
| i. e. 200-as évek | i. e. 209 | i. e. 208 | i. e. 207 | i. e. 206 | i. e. 205 | i. e. 204 | i. e. 203 | i. e. 202 | i. e. 201 | i. e. 200 |
| i. e. 190-es évek | i. e. 199 | i. e. 198 | i. e. 197 | i. e. 196 | i. e. 195 | i. e. 194 | i. e. 193 | i. e. 192 | i. e. 191 | i. e. 190 |
| i. e. 180-as évek | i. e. 189 | i. e. 188 | i. e. 187 | i. e. 186 | i. e. 185 | i. e. 184 | i. e. 183 | i. e. 182 | i. e. 181 | i. e. 180 |
| i. e. 170-es évek | i. e. 179 | i. e. 178 | i. e. 177 | i. e. 176 | i. e. 175 | i. e. 174 | i. e. 173 | i. e. 172 | i. e. 171 | i. e. 170 |
| i. e. 160-as évek | i. e. 169 | i. e. 168 | i. e. 167 | i. e. 166 | i. e. 165 | i. e. 164 | i. e. 163 | i. e. 162 | i. e. 161 | i. e. 160 |
| i. e. 150-es évek | i. e. 159 | i. e. 158 | i. e. 157 | i. e. 156 | i. e. 155 | i. e. 154 | i. e. 153 | i. e. 152 | i. e. 151 | i. e. 150 |
| i. e. 140-es évek | i. e. 149 | i. e. 148 | i. e. 147 | i. e. 146 | i. e. 145 | i. e. 144 | i. e. 143 | i. e. 142 | i. e. 141 | i. e. 140 |
| i. e. 130-as évek | i. e. 139 | i. e. 138 | i. e. 137 | i. e. 136 | i. e. 135 | i. e. 134 | i. e. 133 | i. e. 132 | i. e. 131 | i. e. 130 |
| i. e. 120-as évek | i. e. 129 | i. e. 128 | i. e. 127 | i. e. 126 | i. e. 125 | i. e. 124 | i. e. 123 | i. e. 122 | i. e. 121 | i. e. 120 |
| i. e. 110-es évek | i. e. 119 | i. e. 118 | i. e. 117 | i. e. 116 | i. e. 115 | i. e. 114 | i. e. 113 | i. e. 112 | i. e. 111 | i. e. 110 |
| i. e. 100-as évek | i. e. 109 | i. e. 108 | i. e. 107 | i. e. 106 | i. e. 105 | i. e. 104 | i. e. 103 | i. e. 102 | i. e. 101 | i. e. 100 |
| i. e. 90-es évek  | i. e. 99  | i. e. 98  | i. e. 97  | i. e. 96  | i. e. 95  | i. e. 94  | i. e. 93  | i. e. 92  | i. e. 91  |           |